# Namsaraj Badmażabe
Namsaraj Badmażabe (ros. Намсарай Бадмажабэ, ur. 2 maja 1907 w ułusie Amitchasza w obwodzie zabajkalskim, zm. 2 grudnia 1963 we wsi Zułagaj w Agińskim Okręgu Buriackim) – radziecki działacz państwowy i partyjny.

## Życiorys
W 1929 ukończył technikum pedagogiczne w Ułan Ude i 1929-1940 pracował jako nauczyciel i dyrektor szkoły średniej, należał do WKP(b), 1940-1942 kierował Agińskim Okręgowym Oddziałem Edukacji Narodowej. W 1942 został przewodniczącym komitetu wykonawczego agińskiej rady rejonowej, potem do 1944 był sekretarzem agińskiego rejonowego komitetu WKP(b), a 1944-1946 przewodniczącym Komitetu Wykonawczego Agińskiej (Buriacko-Mongolskiej) Rady Okręgowej, 1946-1949 uczył się w Wyższej Szkole Partyjnej przy KC WKP(b). W latach 1949–1953 ponownie był przewodniczącym Komitetu Wykonawczego Agińskiej (Buriacko-Mongolskiej) Rady Okręgowej, następnie dyrektorem agińskiego domu pionierów, od 1960 do stycznia 1963 ponownie przewodniczącym Komitetu Wykonawczego Agińskiej (Buriacko-Mongolskiej) Rady Okręgowej, następnie przewodniczącym kołchozu "Rodina". W 1957 został odznaczony Orderem Lenina.